# Joachim Teichmüller
Joachim Julius Friedrich Heinrich Teichmüller (* 4. März 1866 in Bernburg, Herzogtum Anhalt; † 17. Juni 1938 in Marburg) war ein deutscher Elektroingenieur, Hochschullehrer an der Technischen Hochschule Karlsruhe und Begründer des dortigen Lichttechnischen Instituts. Als Experte für Lichttechnik prägte er ab 1926 den Begriff Lichtarchitektur.

## Leben
Joachim Teichmüller war ein Sohn des Bernburger Apothekers und Fabrikbesitzers Gustav Teichmüller (1828–1913). Sein älterer Bruder war der Architekt und Baubeamte Gustav Teichmüller. Ein Cousin war der Offizier und Historiker Gustav Eisentraut.
Nach dem Gymnasium, das er 1884 ohne Abitur verlassen hatte, studierte Teichmüller in den Jahren 1884 bis 1890 an der Technischen Hochschule Hannover, an der Königlich Technische Hochschule zu Berlin in Charlottenburg und an der Technischen Hochschule zu Darmstadt. 1890 trat er in die Berliner Firma Telegraphenanstalt Gebr. Naglo der Brüder Wilhelm und Emil Naglo ein, wo er 1886/1887 eine elektrotechnische Werkstattpraxis durchlaufen hatte. 1893 wechselte er zur Firma Felten & Guilleaume nach Mülheim bei Köln, um dort das elektrotechnische Laboratorium zu leiten.
Im März 1895 wechselte er erneut seinen Arbeitsplatz und wurde 1. Assistent am Elektrotechnischen Institut der Technischen Hochschule Karlsruhe. 1897 wurde er an der Albert-Ludwigs-Universität Freiburg mit einer Schrift über die Theorie und Anwendung des Phasometers zum Dr. phil. promoviert. Im folgenden Jahr habilitierte er sich mit der Arbeit Die elektrischen Gleichstromleitungen mit Rücksicht auf ihre Elastizität an der Technischen Hochschule Karlsruhe im Fach Elektrotechnik.
Am 16. März 1899 vermählte sich Teichmüller mit Auguste Gaulé (* 1879) aus Darmstadt. Das Paar bekam einen Sohn und vier Töchter. 1899 erhielt er an der Technischen Hochschule Karlsruhe ein Lehramt als außerordentlicher Professor, ab dem Jahr 1900 wurde er als „etatmäßig außerordentlicher Professor“ geführt. Mit Engelbert Arnold, der den Lehrstuhl, an dem Teichmüller lehrte, autokratisch führte, überwarf er sich im Streit über private Nebentätigkeiten, die Benutzung von Institutseinrichtungen und die Gestaltung des Studienplans. Allerdings konnte Teichmüller durchsetzten, dass – als Unikum an deutschen Technischen Hochschulen – ein Studiengang für Beleuchtungstechnik eingerichtet wurde. Am 30. Oktober 1919 ernannte man ihn zum ordentlichen Professor der Elektrotechnik und Lichttechnik der Technischen Hochschule Karlsruhe. Gleichzeitig wurde dort sein Lehrstuhl für Lichttechnik eingerichtet. Mit Industriespenden, die er eingeworben hatte, richtete er im Elektronischen Institut ein lichttechnisch-photometrisches Laboratorium ein, das er bis zum 1. Juni 1922 als Lichttechnisches Institut ausgliederte. Dessen Leitung hatte er bis zu seiner Beurlaubung durch Ministerialrat Eugen Fehrle am 12. April 1934 inne. Ein Emeritierungsgesuch hatte er im Zusammenhang mit der Habilitation seines Assistenten und Nachfolgers Rudolf Weigel im Sommer 1933 eingereicht und wieder zurückgezogen. Seine Beurlaubung dauerte bis zur Pensionierung im Jahr 1937.
Auch außerhalb seines Lehramts war Teichmüller besonders engagiert. So war er Gründungsmitglied des Verbands Deutscher Elektrotechniker (1893), des Ausschusses für Einheiten und Formelgrößen (1908), der Deutschen Beleuchtungstechnischen Gesellschaft (1912) und der Südwestdeutschen Lichttechnischen Gesellschaft. Der deutschen Delegation der Internationalen Beleuchtungskommission gehörte er an (Bellagio 1927, Saranae 1928). Die Illuminating Engineering Society, London, ernannte ihn zum Ehrenmitglied. Teichmüller war praktizierender Christ in der Evangelisch-Lutherischen Kirche in Baden. Abgesehen von Kriegstagebüchern, die er von 1914 bis 1918 führte, enthalten 560 tagebuchähnliche Oktavheftchen, die er zwischen 1911 und 1935 mit Notizen und Gedanken füllte, nur selten politische Äußerungen. Parteipolitische Stellungnahmen fehlen nahezu völlig, obwohl Teichmüller bis 1918 den Deutschkonservativen mindestens nahestand und nach 1918 eine Weile der Deutschnationalen Volkspartei angehörte.
Teichmüller galt zu seiner Zeit als Autorität und Experte für Lichttechnik, einem jungen Fach der Elektrotechnik, dem er sich um 1917 zugewandt hatte. Ihn interessierte die Lichtanwendung und deren Verbindung zur Physiologie und Psychologie des Menschen, was er die „menschenkundliche“ Lichttechnik nannte. Auf diesem Gebiet entwickelte er grundlegende Gedanken zur Architektur, die er ab 1926/1927 unter dem von ihm geprägten Begriff Lichtarchitektur umriss. Darunter verstand er eine Verbindung von Licht und Architektur in einer Weise, die „besondere architektonische Lichtwirkungen hervorruft, die gleichzeitig mit dem Licht entstehen und verschwinden“. Lichtarchitektur in seinem Sinn sind Bauwerke, die mit gestalterischen Mitteln selbst leuchten oder beleuchtet werden. Das Faszinosum, dass Leuchtstoffkörper mit Kunstlicht bei Dunkelheit zu Teilen der Architektur werden, versuchte er durch lichttechnische Ausstellungen u. a. in Karlsruhe, Düsseldorf, Frankfurt am Main und Stuttgart, einem größeren Publikum zu vermitteln. Auf der Düsseldorfer GeSoLei stand ihm dazu ein ganzer Pavillon zur Verfügung. In der „Farblichtkuppel“ dieser Ausstellung wurde seine „Lichtarchitektur“ mit Lichtprojektionen und Klängen eines Farbenklaviers zu Stücken von Johann Schobert, Alexander László, Frédéric Chopin, Felix Mendelssohn Bartholdy, Robert Schumann und Edvard Grieg inszeniert. 1929 beteiligte er sich an der lichttechnischen Abteilung der Weltausstellung Barcelona.

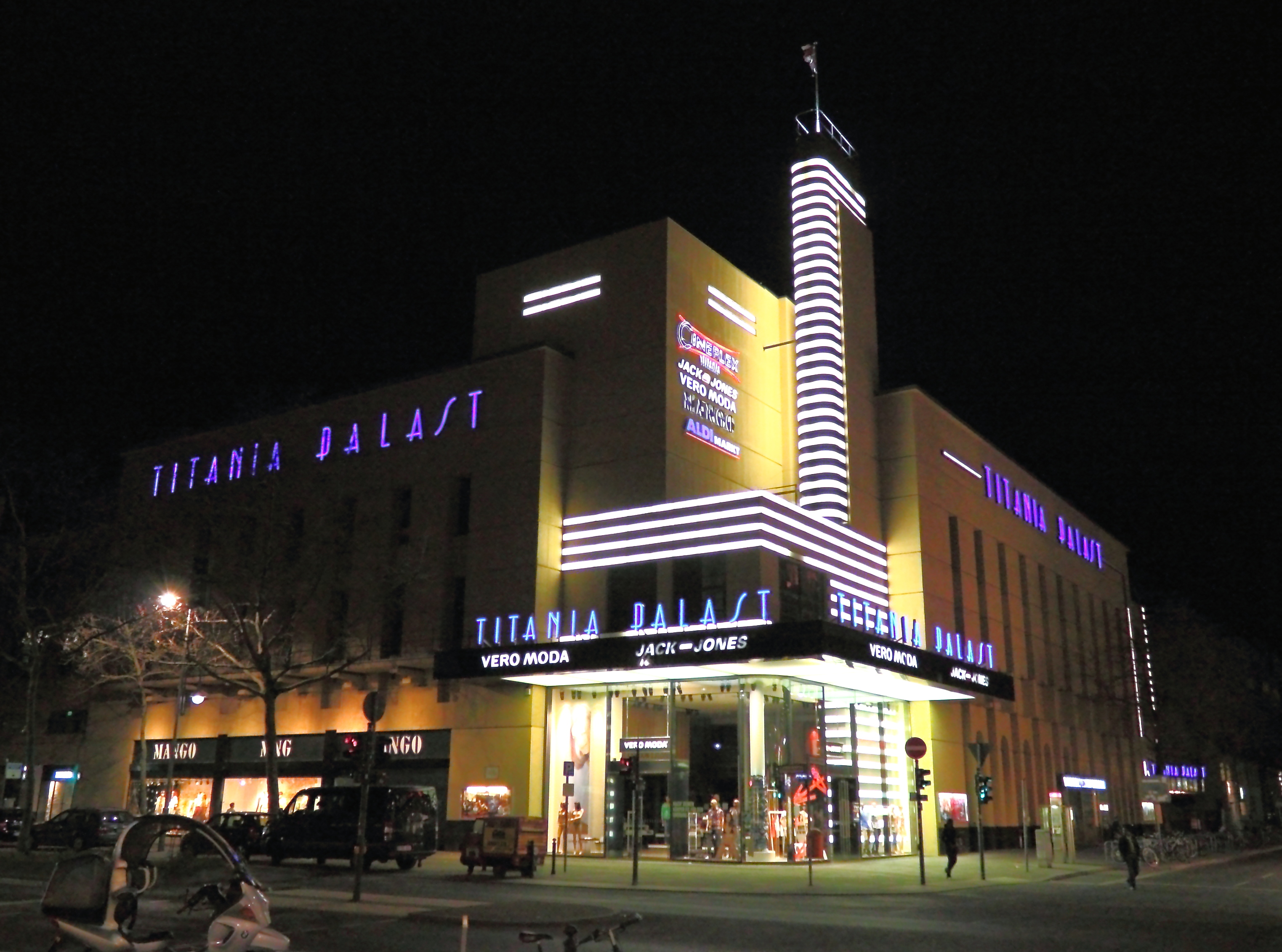
Titania-Palast

Licht und Schatten sollten nach seiner Auffassung als „raumgestaltende Kraft“ den Bauten einen zusätzlichen ästhetischen Stellenwert verschaffen. Hierzu sollten Lichtingenieure und Architekten in einer gemeinsamen Lichtplanung zusammenarbeiten. Verwirklicht wurde eine solche Planung etwa bei dem 1928 eröffneten Titania-Palast in Berlin, wo Teichmüllers früherer Assistent Ernst Hölscher als Lichtingenieur mitgewirkt hatte. Jener entwickelte später die Beleuchtungsanlage des Flughafens Tempelhof. Auch Albert Speer, ein Hörer von Teichmüllers Grundkurs zur Einführung in die Lichttechnik, griff den Gedanken der Lichtarchitektur in den 1930er Jahren auf. Karrierefördernd setzte er den „Baustoff Licht“ zur Vermittlung propagandistischer Botschaften ein: Während der Zeit des Nationalsozialismus ließ er Großbauten nächtlich mit Licht inszenieren. Reichsparteitage erhielten eine Lichtregie, die Olympischen Sommerspiele 1936 einen „Lichtdom“.

## Schriften (Auswahl)
- Die elektrischen Leitungen. 1899.
- Die Erwärmung der elektrischen Leitungen. 1905.
- Lehrgang der Schaltungsschemata elektrischer Leitungen. 2 Bände 1909–1911, 1921–1926.
- Die Empfindlichkeit der Synchronisierschaltungen. 1910.
- Die photometrischen Grundbegriffe. 1913.
- Beleuchtung und Lichtstromdichte. 1914.
- Die Beleuchtung von Giessereien. Grundzüge der Lichttechnik. In: Giesserei-Zeitung. Sonderabdruck 1919.
- Das Licht auf der Bühne. 1920.
- Die Berechnung der elektrischen Leitungen auf neuer Grundlage. 1921.
- Über Lichttechnik und Lichttechniker. In: Zeitschrift des Vereins Deutscher Ingenieure. Jahrgang 1923, S. 438.
- Lichtarchitektur. In: Licht und Lampe. Sonderband 13/14, 1927, S. 421 f. u. 449–558.
- Moderne Lichttechnik in Wissenschaft und Praxis, dargestellt an den Darbietungen der Lichttechnischen Ausstellung auf der Gesolei in Düsseldorf. 1928.
- Die physiologischen, psychologischen und ästhetischen Grundlagen der Lichttechnik und ihre kulturellen Ziele. 1928.
- Die Transformation der Sehdinge und die Kulturbedeutung der elektrischen Glühlampe. 1928.
- Das Lichttechnische Institut der Badischen Technischen Hochschule. In: Das Licht. 1. Jahrgang, Heft 1 (1930), Berlin, S. 29–30; Heft 2, S. 55–59.
- Das Licht in der Wohnung. 1933.